# Scott McTominay
Scott Francis McTominay (Lancaster, 8 de dezembro de 1996), mais conhecido como Scott McTominay, é um futebolista escocês que atua como meio-campista. Atualmente, joga pelo Napoli e pela Seleção Escocesa.

## Carreira

### Manchester United

#### Seu início
Ele assinou seu primeiro contrato profissional em julho de 2013 com o Manchester United após alguns anos sendo formado pela academia mancuniana.
Jogou sete vezes no time sub-18 entre 2013 e 2015, mas teve dificuldades de se encaixar no time devido a sua baixa estatura. Perdeu a maior parte da temporada 2014-15 devido a lesões relacionadas a problemas de crescimento e desenvolvimento.
Chegou a jogar 11 vezes pelo time Sub-19 e sub-21 na temporada 2015-16, conquistando seu espaço na equipe na temporada seguinte, com três gols em 21 jogos antes de ser chamado pelo time principal do Manchester United.

#### 2016-17
Em 30 de abril de 2017, McTominay foi listado no banco de reservas para a partida contra o Swansea City na Premier League. Estreou no dia 7 de Maio, entrando em campo contra o Arsenal, jogando inclusive a última partida da temporada - como titular - no dia 21 de maio obtendo uma vitória de 2 a 0 em casa sobre o Crystal Palace.

#### 2017-18
McTominay jogou pela 1ª vez na temporada contra o Burton Albion na Copa da Liga Inglesa em 20 de setembro de 2017, em substituição a Marcus Rashford aos 64 minutos, na vitória por 4 a 1. Sua estreia europeia se deu no dia 18 de outubro contra o Benfica, substituindo Henrikh Mkhitaryan lesionado. Conseguiu cavar uma falta e a expulsão de Luisão antes da vitória consumada por 1-0. Dois dias depois, McTominay assinou um novo contrato com o United, para mantê-lo no clube até junho de 2021, com possibilidade de estender por mais um ano. Começou como titular pela primeira vez em 24 de outubro, na vitória de 2 a 0 sobre o Swansea, no Liberty Stadium, na quarta rodada da EFL Cup.

#### 2018-19
Após estender seu contrato até 2023, veio a substituir Matic lesionado e sob o comando de Solskjaer ganhou sequência e reconhecimento pelo seu esforço nos jogos contra o Paris Saint-Germain e Barcelona. Marcou o gol da derrota, no dia 2 de abril por 2-1, contra o Wolverhampton.

#### 2019-20
Seu primeiro gol no Old Trafford aconteceria em 30 de setembro de 2019, no empate em 1-1 contra o Arsenal. No mês seguinte, faria o 2000º gol do Manchester United na Premier League, na vitória de 3-1 sobre o Norwich em Carrow Road. No dia 10 de novembro, na derrota para o Brighton, foi creditado a ele o gol depois do United reclamar que não fora gol contra de Davy Propper. McTominay se lesionaria em 26 de dezembro no Boxing Day e retornaria aos gramados dois meses depois. Seu primeiro gol em competições europeias ocorreria no segundo jogo da 16-avos de finais da Liga Europa contra o Brugge, dia 27 de fevereiro. Em 8 de março, anotaria o segundo gol dos Red Devils perante o Manchester City, tendo a jogada sendo oportunizada pelo erro de saída de bola do goleiro Ederson e o escocês emendando um chute de 35 metros de distância à meta vazia dos citizens. Seria a primeira vez que o United venceria turno e returno contra o City na década.
No dia 23 de junho assinaria a extensão de seu contrato com o clube até 2025.

#### 2020-21
O primeiro gol dele na temporada viria em 30 de setembro diante do Brighton & Hove Albion na Copa da liga inglesa, no triunfo por 3-0. Em 20 de dezembro, tornaria-se o primeiro jogador na história da Premier League a marcar dois gols nos primeiros três minutos da partida, culminando na vitória do Manchester United por 6-2 contra o Leeds.
No dia 9 de janeiro sairia de seus pés o gol da vitória sobre o Watford na FA Cup. Em fevereiro faria um dos gols na surra de 9-0 sobre o Southampton e no empate de 3-3 com o Everton na Premier League.

#### 2021-22
Em 30 de dezembro de 2021, McTominay marcou seu primeiro gol da temporada ao abrir o placar na vitória por 3 a 1 sobre o Burnley.

#### 2022-23
O jogador viria a perder espaço no time titular com a chegada de Casemiro. Mesmo assim, foi uma temporada em que ele conquistou seu primeiro título como profissional, no triunfo de 2-0 sobre o Newcastle na final da Copa da Liga Inglesa.

#### 2023-24
McTominay viria a marcar gols importantes durante essa temporada, como na vitória de virada por 2-1 contra o Brentford. Assinalou um dos gols no empate em 3-3 contra o Galatasaray pela Liga dos Campeões, pouco antes de marcar os gols da vitória por 2-1 contra o Chelsea na semana seguinte.
No dia 11 de fevereiro, fez o gol da vitória no jogo contra o Aston Villa fora de casa.

### Napoli
Em 30 de agosto de 2024, McTominay se juntou ao Napoli. O acordo girou em torno de £ 25,7 milhões. Em 26 de setembro, ele marcou seu primeiro gol na vitória por 5 a 0 sobre o rival do Derby delle Due Sicilie, o Palermo, na Coppa Italia. Em 4 de outubro de 2024, McTominay marcou seu primeiro gol na Série A, marcando em apenas 25 segundos na vitória por 3 a 1 sobre o Como.

## Carreira internacional
McTominay nasceu na Inglaterra mas tem ligação com a Escócia, por causa de seu pai. Scott comprometeu-se a defender a seleção escocesa, logo foi selecionado para dois amistosos no mês de Março. Naquele mesmo mês, o avô de McTominay revelou que Sir Alex Ferguson queria que o garoto defendesse os highlanders.
No dia 23 de Março, McTominay foi um dos quatro jogadores a estrearem pela Seleção Escocesa e na primeira partida sob comando do técnico McLeish. Jogou 58 minutos contra a Costa Rica antes de ser substituído por Stuart Armstrong.

## Estatísticas

### Clube
| Clube             | Temporada         | Liga              | Liga     | Liga | FA Cup   | FA Cup | Copa Da Liga | Copa Da Liga | Europa   | Europa | Outros   | Outros | Total    | Total |
| Clube             | Temporada         | Divisão           | Partidas | Gols | Partidas | Gols   | Partidas     | Gols         | Partidas | Gols   | Partidas | Gols   | Partidas | Gols  |
| ----------------- | ----------------- | ----------------- | -------- | ---- | -------- | ------ | ------------ | ------------ | -------- | ------ | -------- | ------ | -------- | ----- |
| Manchester United | 2016-17           | Premier League    | 2        | 0    | 0        | 0      | 0            | 0            | 0        | 0      | 0        | 0      | 2        | 0     |
| Manchester United | 2017-18           | Premier League    | 13       | 0    | 4        | 0      | 3            | 0            | 4        | 0      | 0        | 0      | 23       | 0     |
| Manchester United | 2018-19           | Premier League    | 16       | 2    | 3        | 0      | 0            | 0            | 3        | 0      |          |        | 22       | 2     |
| Manchester United | 2019-20           | Premier League    | 27       | 4    | 2        | 0      | 1            | 0            | 7        | 1      |          |        | 37       | 5     |
| Manchester United | 2020-21           | Premier League    | 32       | 4    | 4        | 2      | 2            | 1            | 10       | 0      |          |        | 48       | 7     |
| Total da carreira | Total da carreira | Total da carreira | 90       | 10   | 12       | 2      | 6            | 1            | 24       | 1      | 0        | 0      | 132      | 14    |

## Títulos
Manchester United
- Copa da Liga Inglesa: 2022–23
- Copa da Inglaterra: 2023–24

Napoli
- Campeonato Italiano – Série A: 2024–25[39]

### Prêmios individuais
- Jogador Mais Valioso do Campeonato Italiano – Série A: 2024–25[40]